# Amuleto (novela)
Amuleto es la sexta novela del escritor chileno Roberto Bolaño, publicada inicialmente en 1999 por la colección «Narrativas hispánicas» de la Editorial Anagrama, y luego en 2009 por la colección «Compactos», con el mismo número de páginas pero cambiando su portada y diseño.
La novela está contextualizada en la época del Movimiento de 1968 en México, específicamente en la invasión del ejército a la Ciudad Universitaria de la UNAM, el 18 de septiembre de 1968, que precedió a la Masacre de Tlatelolco del 2 de octubre del mismo año, acaecida a finales del gobierno del presidente de México Gustavo Díaz Ordaz (PRI).

## Estructura
| «Queríamos, pobres de nosotros, pedir auxilio; pero no había nadie para venir en nuestra ayuda» —Petronio. Epígrafe del libro. |

El libro está dedicado al mejor amigo de la juventud del autor, el poeta mexicano Mario Santiago Papasquiaro (México, D. F., 1953-1998).
Está dividido en catorce secciones breves y contado en primera persona, a través de una prosa no cronológica, que a veces habla para sí misma y otras veces para interlocutores ambiguos y fantasmales. A pesar de que la narración va avanzando a lo largo del libro, tiende a rememorar constantemente los eventos ocurridos en 1968 en la Ciudad Universitaria de la UNAM. Para la estudiosa Celina Manzoni, el libro posee un avance en espiral o bien lineal con vacilaciones, lo que el autor logra recurriendo a los recursos de la repetición, la ambigüedad, afirmaciones y desmentidas, y referencias al pasado, presente y futuro. Estos cambios temporales se acrecientan hacia el final del libro, que al mismo tiempo se torna más onírico y simbólico.
La narradora, Auxilio, acaba el libro firmándolo en Blanes, en septiembre de 1998, lugar donde vivía Bolaño por ese entonces. Hacia el final, también, queda sugerido el significado del título:

«Y aunque el canto que escuché hablaba de la guerra, de las hazañas heroicas de una generación entera de jóvenes latinoamericanos sacrificados, yo supe que por encima de todo hablaba del valor y de los espejos, del deseo y del placer.
Y ese canto es nuestro amuleto.»
Roberto Bolaño, Amuleto

De acuerdo con el propio autor, Amuleto posee una estructura musical, orientada a la obtención de una novela río. Esta estructura la utilizó también en su novela siguiente, Nocturno de Chile, así como en otro proyecto de novela que finalmente no terminó, y que se habría titulado Corrida.

## Argumento
La historia de la novela profundiza en una ya mencionada en la novela anterior del autor, Los detectives salvajes, del mismo modo que Estrella distante profundizaba en una de las historias de La literatura nazi en América.
En palabras del propio autor:

«Amuleto es una novela menor, intimista, con una voz delirante que no ofrece contrapuntos o que ofrece pocos contrapuntos. Es una obra de cámara o de un solo instrumento. Eso sí: de un solo instrumento, pero para alguien que sepa dar el callo con ese instrumento.»
Roberto Bolaño

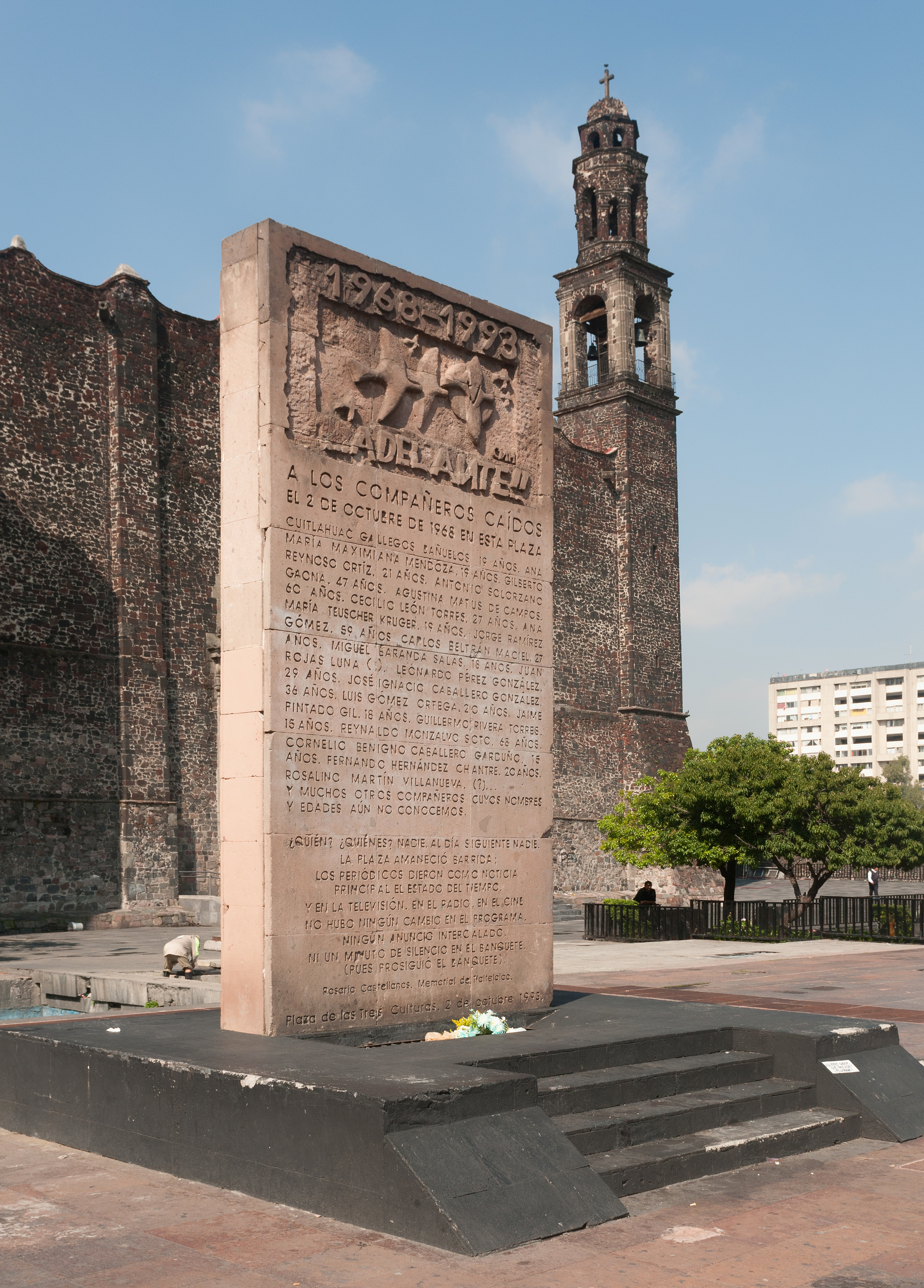
Estela en la Plaza de las Tres Culturas en la Ciudad de México. Escenario de la matanza del 2 de octubre de 1968 con los nombres de algunas víctimas de esta.

La novela es narrada por la uruguaya residente en México, D. F. Auxilio Lacouture, una mujer de alrededor de cuarenta años, alta, delgada y amante de la poesía y el teatro, quien se hace llamar a sí misma «La madre de todos los mexicanos» y «La madre de la poesía mexicana». Auxilio cuenta su vida en la capital mexicana, de día realizando trabajos esporádicos, y por la noche inmersa en la bohemia literaria. El 18 de septiembre de 1968, todo cambia para ella cuando en el contexto del Movimiento de 1968 en México, el ejército invade la Ciudad Universitaria de la Universidad Nacional Autónoma de México, apresando a todos sus funcionarios, académicos y estudiantes salvo a ella, que consigue permanecer oculta durante trece días dentro de un lavabo de las dependencias de la Facultad de Filosofía y Letras. Durante esta traumática experiencia Lacouture reflexiona sobre sus años ya vividos en México y entrevé lo que le depara a ella y al país en sus próximos años por vivir.

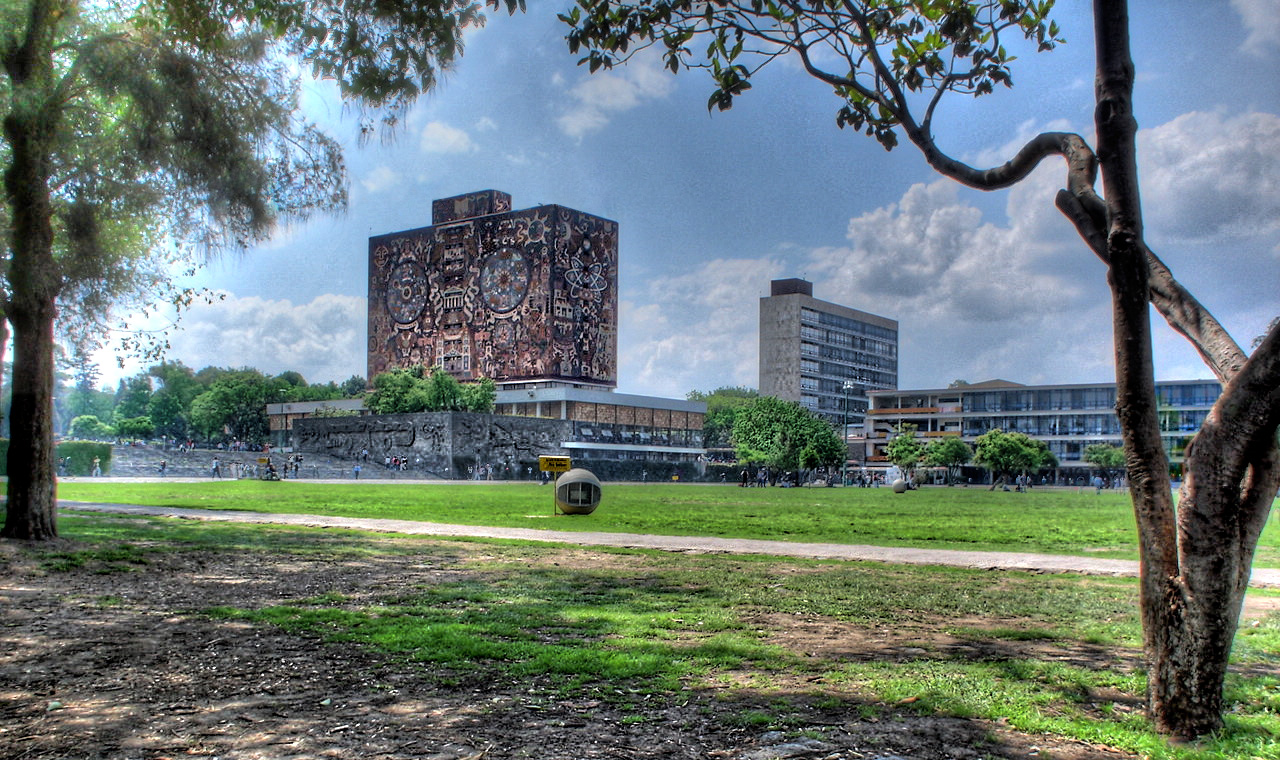
Biblioteca Central de la UNAM, ubicada en la Ciudad Universitaria donde la protagonista vivió el Movimiento de 1968.

La protagonista, entre otras historias, cuenta su relación de amistad durante su juventud con los poetas españoles León Felipe y Pedro Garfias, para quienes realizó trabajos domésticos de manera voluntaria; además de mencionar su amistad con diversos poetas latinoamericanos tales como Rubén Bonifaz Nuño, Augusto Monterroso, José Emilio Pacheco, Julián Gómez y Manuel Sorto; y su relación con pintoras y poetas mujeres como Remedios Varo, Leonora Carrington, Eunice Odio y Lilian Serpas, esta última quien se supone en la novela fue amante de Ernesto Guevara y vivía gracias a la venta de los dibujos de su hijo, el pintor Carlos Coffeen Serpas.
Auxilio entabla en 1970 una calurosa amistad con un joven Arturo Belano, alter ego de Roberto Bolaño. También desarrolla una amistad con la madre y hermana de este, y en 1973 es la única de sus amigas que acompaña a su familia a despedir a Belano cuando este parte rumbo a Chile para apoyar al gobierno de Salvador Allende. Auxilio también es testigo del regreso de Belano al México, D. F. en enero del año siguiente, luego del Golpe de Estado en Chile de 1973 que afectó e hizo madurar al joven poeta de tal manera que este deja de frecuentar a sus amistades anteriores, con la excepción de Ernesto San Epifanio, joven gay quien le pide un favor especial. y comienza a juntarse con otros nuevos poetas aún más jóvenes que él, los mismos que en Los detectives salvajes conforman el grupo del realismo visceral, hasta que Belano vuelve a dejar México, esta vez para siempre.
Según el propio autor, en esta novela procura «entregar al lector la voz arrebatada de una uruguaya con vocación de griega». En un pasaje del libro, se menciona el siguiente pasaje, que es de donde puede haber surgido el título de su novela póstuma 2666:

«(...) y luego empezamos a caminar por la avenida Guerrero, ellos un poco más despacio que antes, yo un poco más deprimida que antes, la Guerrero, a esa hora, se parece sobre todas las cosas a un cementerio, pero no a un cementerio de 1974, ni a un cementerio de 1968, ni a un cementerio de 1975, sino a un cementerio de 2666, un cementerio olvidado debajo de un párpado muerto o nonato, las acuosidades desapasionadas de un ojo que por querer olvidar algo ha terminado por olvidarlo todo.»
Roberto Bolaño, Amuleto.

## Recepción y crítica
Amuleto en general tuvo buenas críticas, reconociéndose que se trataba de una novela más breve y arriesgada que la extensa Los detectives salvajes, una de sus obras más exitosas y premiadas, publicada sólo un año antes. El escritor y guionista español Ignacio Martínez de Pisón escribió para ABC:

«Hermosa y conmovedora novela... Su creador consigue dar vida a un personaje que sin duda quedará grabado en la memoria de lector.»
Ignacio Martínez de Pisón, ABC.

El ensayista, periodista y traductor húngaro Mihály Dés, fundador y director de la revista cultural Lateral, escribió por su parte, para la misma revista:

«En lugar de ser un libro menor, es una obra más arriesgada y, por tanto, más minoritaria que Los detectives salvajes... Una concisión excepcional.»
Mihály Dés, Lateral.

El crítico Ignacio Echevarría destaca su carácter de «poema narrativo», que también comparte su novela siguiente, Nocturno de Chile. Para el escritor Jorge Volpi, en cambio, se trata de una obra «regular», que pone al mismo nivel de Amberes.

## Análisis de la obra
Para el propio Bolaño, esta obra actúa como el «espejo negro» de Los detectives salvajes. Mientras en esta última destacan la fiesta, la errancia y la épica, en Amuleto se desarrolla la «pesadilla individual y vacío» de la protagonista, contextualizada en los mismos acontecimientos.
Mihály Dés distingue a esta novela de Los detectives salvajes, diciendo que mientras la anterior es una obra épica y coral, Amuleto es una novela más poética y estructurada como un monólogo. Asimismo, establece una relación entre esta novela y La señorita Elisa, de Arthur Schnitzler, si bien esta última posee una estructura cronológica continua e «in crescendo».
Para la investigadora Celina Manzoni, la construcción de la biografía imaginaria presente en la novela está emparentada con la obra de Alfonso Reyes, Jorge Luis Borges y Marcel Schwob. Manzoni celebra el uso de los distintos tonos en la voz de la protagonista, que distinguen su nacionalidad dependiendo de sus distintos estados de ánimo. Asimismo, también destaca el propósito que ve en Amuleto, novela en la cual, en sus palabras:

«Se lee la ilusión de imaginar que si no los olvidamos [a los jóvenes muertos en desastres como el de Tlatelolco] encontraremos un sentido de valor y hallaremos en el recuerdo y en el poema, en la escritura, un escudo y una protección [un amuleto].»
Celina Manzoni, 2002.

El estudioso Chris Andrews, por su parte, considera a la protagonista Auxilio Lacouture, junto a la del cuento «Vida de Anne Moore» de Llamadas telefónicas, como ejemplos del interés de Bolaño por la «experiencia episódica» por sobre la «diacrónica», de acuerdo con la clasificación del filósofo inglés Galen Strawson. Andrews también destaca la figura de Auxilio como un símbolo de «la memoria de una generación», y concuerda con Manzoni en que el encierro de la protagonista en los lavabos en 1968 actúa como un aleph, en el sentido que la convierte en «una suerte de oráculo o vidente».
Para la investigadora Paula Aguilar, la Matanza de Tlatelolco simboliza en la novela el «emblema de una generación mexicana que pasa a ser paradigma de una generación latinoamericana».

## Conexiones con la realidad

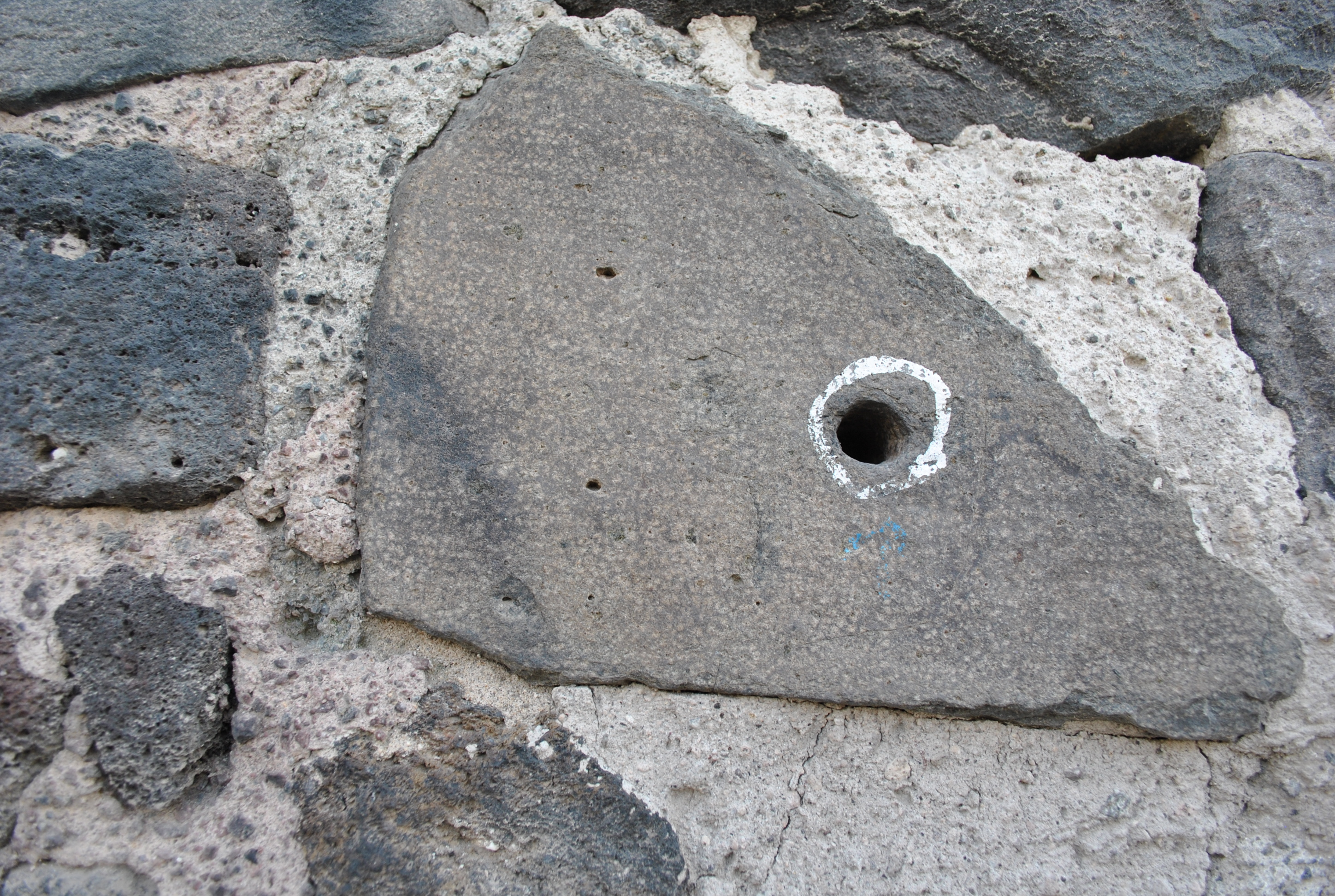
Hoyo de bala en la pared del Templo de Santiago Tlatelolco.

Bolaño llegó por primera vez a México a los quince años de edad, el mismo año en que ocurrió la Matanza de Tlatelolco. La protagonista de la novela está basada en la figura de Alcira Soust Scaffo, poeta uruguaya que sobrevivió a la matanza, y que frecuentaba el campus de la UNAM y el Café La Habana, sonriente y locuaz tal y como es descrita en el libro. En una carta personal del autor, firmada en agosto de 1998, este señala que la conoció personalmente, aunque en la carta se refiere a ella con el nombre de Auxilio, en lugar de Alcira. Los personajes de Lilian Serpas y su hijo Carlos Coffen Serpas también son reales, y pasaron por dicho café en la realidad.